# 폴리스 테로 FC

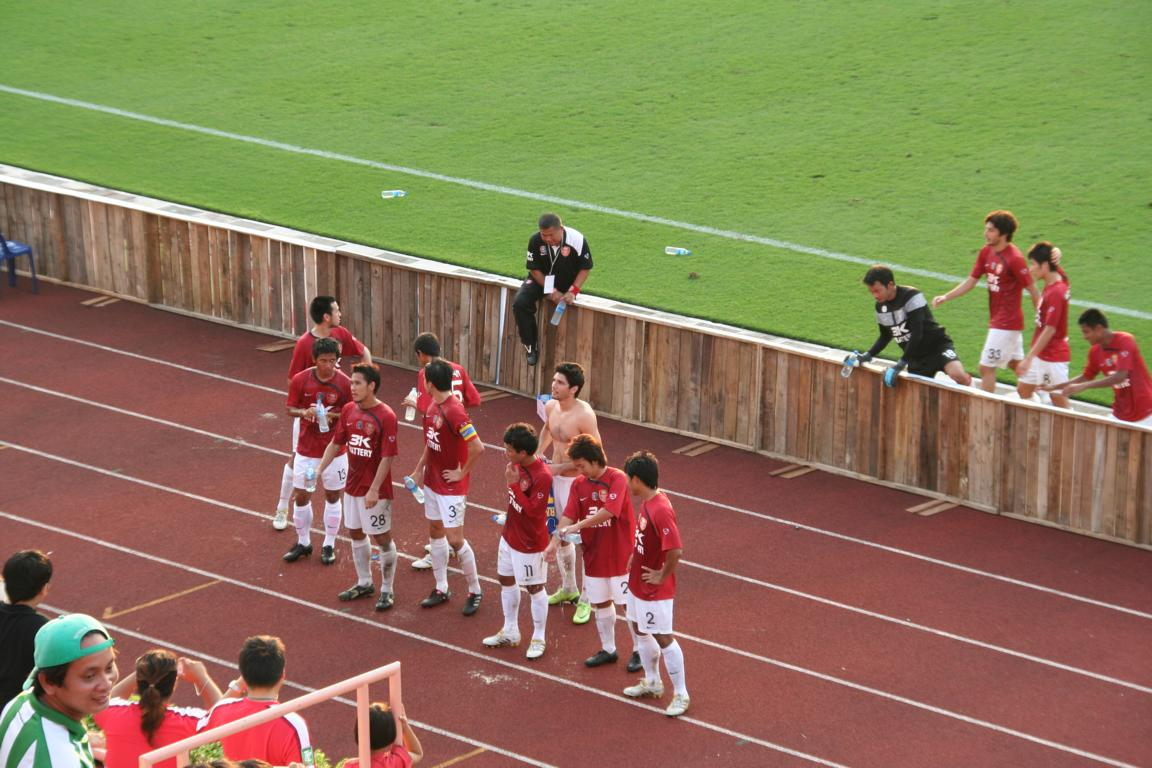
2009년 태국 슈퍼컵에 참가한 BEC 테로 사사나 FC

폴리스 테로 FC(태국어: สโมสรฟุตบอลโปลิศ เทโร)는 태국 방콕을 연고로 하는 태국의 축구단이다. 현재는 타이 리그에 참가하고 있다.

## 성적

### 태국 국내 대회
- 타이 리그: 우승 2회 (2000, 2002), 준우승 2회 (2003, 2004)
- 태국 FA컵: 우승 1회 (2000), 준우승 1회 (2009)
- 꼬르 로얄컵: 우승 1회 (2001), 준우승 2회 (2002, 2004)
- 퀸스컵: 준우승 1회 (2009)

### 국제 대회
- AFC 챔피언스리그: 준우승 1회 (2002-03)
- ASEAN 클럽 챔피언십: 준우승 1회 (2003)

## 선수 명단

### 현역
참고: FIFA 자격 규정에 따라 소속된 국가대표팀 국기를 표시합니다. 선수는 복수의 FIFA 비회원국 국적을 가지고 있을 수 있습니다.
| 번호 | 포지션 | 국적         | 이름          |
| ---- | ------ | ------------ | ------------- |
| 40   | DF     | 코트디부아르 | 앤더슨 조그베 |

| 번호 | 포지션 | 국적   | 이름      |
| ---- | ------ | ------ | --------- |
| 77   | DF     | 미얀마 | 시투 아웅 |

## 역대 감독
| 감독                    | 임기 |
| ----------------------- | ---- |
| 자투폰 프라무알반(임시) | 2024 |

틀:폴리스 테로 FC
틀:폴리스 테로 FC 감독